# Ios (ø)
 For alternative betydninger, se IOS.
Ios (græsk: Ίος, lokalt: Νιός – Nios) er en lille græsk ø mellem Naxos og Santorini i Kykladerne. Ios har et areal på 105 km² og et indbyggertal på 1500.
Ios har ingen lufthavn, men en havneby, Gialós. Man må sejle til øen via Kreta, Santorini, Milos, Naxos og Paros.